# El retrato de Manon
El retrato de Manon (título original en francés: Le portrait de Manon) es una ópera en un acto con música de Jules Massenet y libreto en francés de Georges Boyer. Es una secuela de la ópera Manon (1884) del mismo compositor, ampliamente considerada su obra maestra. El retrato de Manon, en cambio, difícilmente logró una fracción del aplauso del original y raramente se representa hoy en día.

## Historia
La ópera se estrenó en la Opéra Comique de París de 8 de mayo de 1894. Después de su estreno se representó en el Teatro Real de la Moneda en noviembre de 1894 y en el Teatro del Fondo, de Nápoles, en diciembre de 1894. Fue estrenada en los Estados Unidos en el Hotel Waldorf-Astoria el 13 de diciembre de 1897. La Opéra Comique la repuso 1900 y fue representada en el Théâtre Lyrique en septiembre de 1922, después de lo cual salió del repertorio. Después de una ausencia de más de 60 años de los escenarios, El retrato de Manon fue puesta en escena en La Fenice de Venecia el 13 de abril de 1985. Cuatro años más tarde la Ópera de Montecarlo representó la obra. Esta ópera rara vez se representa en la actualidad; en las estadísticas de Operabase aparece con sólo 1 representación en el período 2005-2010, reposición por la Glimmerglass Opera en 2005.

## Personajes
| Personaje  | Tesitura     | Reparto del estreno, 8 de mayo de 1894 (Director: Jules Danbé) |
| ---------- | ------------ | -------------------------------------------------------------- |
| Des Grieux | barítono     | Lucien Fugère                                                  |
| Tiberge    | tenor        | Pierre Grivot                                                  |
| Jean       | mezzosoprano | Suzanne Elven                                                  |
| Aurore     | soprano      | Jeanne [Marie-Sophie] Laisné                                   |

## Argumento
La ópera se abre con un coro de campesinos en el exterior de la casa del Chevalier Des Grieux; le recuerdan sus antiguos días de felicidad y mira su retrato en miniatura de Manon. Su sobrino Jean llega para una lección de historia pero dice a Des Grieux que está enamorado de Aurore. Des Grieux cree que la muchacha no se merece a Jean, ya que no tiene origen noble ni tampoco dinero.
Tiberge entra e intenta persuadir a su antiguo amigo Des Grieux de que permita seguir su curso al amor de los jóvenes; a solas, Aurore y Jean se desesperan. Jean intenta robarle un beso a la muchacha, pero en la persecución golpea un arcón y el retrato de Manon se cae. Admiran la cara del retrato. Después de que Tiberge haya llamado a Aurore, Des Grieux riñe a Jean de nuevo y lo despide. Pero ahora Aurore aparece llevando el vestido que Manon lució en su primer encuentro con Des Grieux en Amiens. Cuando Tiberge revela que Aurore es de hecho la sobrina de Manon - la hija de su hermano Lescaut - Des Grieux se rinde y da su consentimiento al matrimonio de Jean.